# Madrigal In Casa
O Madrigal In Casa é um grupo vocal independente criado em 1983 por Beatriz Dokkedal na cidade de Campinas, São Paulo, e considerado um dos melhores corais da cidade. O repertório do grupo é eclético, indo de música renascentista a arranjos para sambas e peças contemporâneas para coro a cappella.

## Histórico
O coro foi criado em 1983 por Beatriz Dokkedal, então recém-formada em regência pela Universidade Estadual de Campinas (UNICAMP), como um projeto pessoal. Inicialmente o coro ensaiava em sua própria casa, de onde surgiu o nome do grupo; com o tempo passaram a ensaiar na Escola Pró-Música de Campinas; posteriormente na Escola Americana de Campinas, e atualmente utilizam uma sala cedida pelo Colégio Notre Dame.
Em 1999 o In Casa adquiriu personalidade jurídica, tornando-se uma sociedade civil de caráter cultural sem fins lucrativos.
Em 2000 foi criado o projeto "Na Casa do In Casa", em que renomados corais de outras cidades eram convidados pelo Madrigal a se apresentar em Campinas. Entre 2000 e 2008 o projeto trouxe a Campinas os seguintes grupos:
- São Vicente a Cappella, grupo carioca jovem, ligado ao tradicional Colégio São Vicente de Paulo — regência de Patrícia Costa; orientação vocal de Malu Cooper (2000, 2003 e 2008[5]);
- Coral da Unifesp (São Paulo) — regência de Eduardo Fernandes; direção cênica de Reynaldo Puebla (2000);
- Madrigal da UFSCar (São Carlos) — regência de Lilian Cury (2001);
- Madrigal Vocalis, grupo independente de São José dos Campos — regência de José Roberto Canizza (2001).

Em junho de 2003 o grupo participou do III Fórum RioAcappella de Música Vocal, no Rio de Janeiro, tendo sido convidado para ser o coro de trabalho de dois regentes diferentes —Carlos Alberto Figueiredo (RJ) e Lincoln Andrade (DF)— no seminário "Técnica de Ensaio em Corais". Em novembro do mesmo ano participou do Sarau da Escola de Magistratura, promovido pelo Tribunal Regional do Trabalho da 15ª Região, ocasião em que foi citado como "um dos mais premiados corais de Campinas" e "talvez o melhor coral de Campinas". Em dezembro, comemorou os 20 anos de existência com um concerto e uma festa. Em julho de 2004 o Madrigal se apresentou no Palácio de Cristal de Petrópolis, como parte da programação do III Encontro Internacional de Corais.
Em novembro de 2008 o Madrigal lançou seu terceiro CD, Repara na Canção, simultaneamente com a comemoração dos 25 anos. O crítico Luiz Lins, em seu Blog da Cultura, fez então elogios à qualidade vocal do coro: "Um dos mais perfeitos grupos corais brasileiros, ..., o Madrigal já ganhou os principais prêmios destinados ao canto coral no país." 
Participou do Festival de Música Sacra de Campinas nas edições de 2009, 2010 e 2011, e do II Encontro Nacional de Corais, promovido em 2010 pelo Conservatório de Tatuí. Em 2012 fez um concerto na Capela Nossa Senhora da Boa Morte (Campinas), como parte do projeto "Sesc na Capela".
Em 15 de dezembro de 2013 o grupo comemorou os 30 anos de atividade ininterrupta com um concerto de gala no Teatro Castro Mendes, em Campinas, tendo como coros convidados o Madrigal Cantábilis (Jundiaí), Coral Pró Música (Holambra) e Coral do TRT15 (Campinas).
Em outubro de 2014 o grupo participou do I Encontro de Corais do CIS Guanabara, da Unicamp, juntamente com outros dois grupos de renome: o Coral Zanzalá (Cubatão) e o Coro Unifesp (São Paulo). Em outubro de 2018 ocorreu o 14º Festival Unicamp de Corais, em que participaram "conceituados grupos brasileiros", entre os quais o Madrigal In Casa. Em junho de 2019, foi convidado a participar da comemoração dos 75 anos do Sindicato do Comércio Varejista de Campinas e Região (SindiVarejista). O grupo se apresentou em praça pública, interagindo com os transeuntes.

## Premiações
- Mapa Cultural Paulista (São Paulo, 1997) — Categoria Canto Coral: 1° lugar [17]
- I Concurso Nacional Funarte de Canto Coral (Rio de Janeiro, 1997) — 2° lugar [18][17]
- II Concurso Nacional Funarte de Canto Coral (Rio de Janeiro, 1999) — 2° lugar [18][19]
- Medalha Carlos Gomes (Campinas, 1999) — honraria concedida pela prefeitura de Campinas aos cidadãos e instituições de destaque.[20]
- Mapa Cultural Paulista (São Paulo, 2000) — Categoria Canto Coral: 2° lugar [21]
- Mapa Cultural Paulista (São Paulo, 2005/2006) — Categoria Canto Coral: 1º lugar [22]
- Festival Atibaia de Cultura (Atibaia, 2009) — Um dos dez coros contemplados com o prêmio de R$ 2.200,00.[23][24]
- Prêmio Trajetória Cultural na categoria Arte e Cultura Coletiva (Campinas, 2020) — concedido pela prefeitura de Campinas por meio da Lei Aldir Blanc.[25]

## Discografia
O Madrigal In Casa produziu até o momento três CDs independentes:
- 1996: Feito In Casa — Gravado no auditório da UFSCar, em São Carlos.[26]
- 1999: Mantiqueira — Gravado na Colônia Helvetia, em Indaiatuba.[27][17]
- 2008: Repara na Canção — Gravado no estúdio Cia. do Gato, em São Paulo.[3]

Além disso, fez participação especial no CD:
- 2010: Do Corpo À Raiz (álbum de Ivan Vilela) — Faixa 7, "Juninas"[28]